# Đội tuyển bóng ném bãi biển nữ quốc gia Việt Nam
Đội bóng ném bãi biển nữ quốc gia Việt Nam (tiếng Việt: Đội tuyển bóng ném bãi biển nữ quốc gia Việt Nam) là một đội tuyển quốc gia của Việt Nam. Đội tham gia các giải đấu bóng ném bãi biển quốc tế và các trận giao hữu.

## Kết quả thi đấu

### Đại hội Thể thao Thế giới
| Đại hội Thể thao Thế giới | Đại hội Thể thao Thế giới | Đại hội Thể thao Thế giới | Đại hội Thể thao Thế giới | Đại hội Thể thao Thế giới | Huấn luyện viên    |
| Năm                       | Hạng                      | Số trận                   | W                         | L                         | Huấn luyện viên    |
| ------------------------- | ------------------------- | ------------------------- | ------------------------- | ------------------------- | ------------------ |
| 2001                      | Không tham dự             | Không tham dự             | Không tham dự             | Không tham dự             | Không tham dự      |
| 2005                      | Không tham dự             | Không tham dự             | Không tham dự             | Không tham dự             | Không tham dự      |
| 2009                      | Không tham dự             | Không tham dự             | Không tham dự             | Không tham dự             | Không tham dự      |
| 2013                      | Không tham dự             | Không tham dự             | Không tham dự             | Không tham dự             | Không tham dự      |
| 2017                      | Không đủ điều kiện        | Không đủ điều kiện        | Không đủ điều kiện        | Không đủ điều kiện        | Không đủ điều kiện |
| Tổng                      |                           |                           |                           |                           |                    |

### Đại hội thể thao bãi biển thế giới
| Đại hội thể thao bãi biển thế giới | Đại hội thể thao bãi biển thế giới | Đại hội thể thao bãi biển thế giới | Đại hội thể thao bãi biển thế giới | Đại hội thể thao bãi biển thế giới | Huấn luyện viên                 |
| Năm                                | Hạng                               | Số trận                            | T                                  | B                                  | Huấn luyện viên                 |
| ---------------------------------- | ---------------------------------- | ---------------------------------- | ---------------------------------- | ---------------------------------- | ------------------------------- |
| 2019                               | 4/12                               | 8                                  | 4                                  | 4                                  | liên_kết=\|viền Huỳnh Minh Ngôn |
| Tổng                               | Hạng 4                             | 8                                  | 4                                  | 4                                  |                                 |

### Giải vô địch Thế giới
| Giải vô địch Thế giới | Giải vô địch Thế giới | Giải vô địch Thế giới | Giải vô địch Thế giới | Giải vô địch Thế giới | Huấn luyện viên    |
| Năm                   | Hạng                  | Số trận               | T                     | B                     | Huấn luyện viên    |
| --------------------- | --------------------- | --------------------- | --------------------- | --------------------- | ------------------ |
| 2004                  | Không tham dự         | Không tham dự         | Không tham dự         | Không tham dự         | Không tham dự      |
| 2006                  | Không tham dự         | Không tham dự         | Không tham dự         | Không tham dự         | Không tham dự      |
| 2008                  | Không tham dự         | Không tham dự         | Không tham dự         | Không tham dự         | Không tham dự      |
| 2010                  | Không tham dự         | Không tham dự         | Không tham dự         | Không tham dự         | Không tham dự      |
| 2012                  | Không tham dự         | Không tham dự         | Không tham dự         | Không tham dự         | Không tham dự      |
| 2014                  | Không đủ điều kiện    | Không đủ điều kiện    | Không đủ điều kiện    | Không đủ điều kiện    | Không đủ điều kiện |
| 2016                  | Không đủ điều kiện    | Không đủ điều kiện    | Không đủ điều kiện    | Không đủ điều kiện    | Không đủ điều kiện |
| 2018                  | 16/9                  | 9                     | 5                     | 4                     | Huỳnh Minh Ngôn    |
| 2020                  | Đủ điều kiện          | Đủ điều kiện          | Đủ điều kiện          | Đủ điều kiện          | Đủ điều kiện       |
| Tổng                  | Hạng 9                | 9                     | 5                     | 4                     |                    |

| Lịch sử giải vô địch thế giới | Lịch sử giải vô địch thế giới | Lịch sử giải vô địch thế giới | Lịch sử giải vô địch thế giới | Lịch sử giải vô địch thế giới | Lịch sử giải vô địch thế giới |
| Mùa                           | Tròn                          | Phản đối                      | Điểm số                       | Kết quả                       | Hội họp                       |
| ----------------------------- | ----------------------------- | ----------------------------- | ----------------------------- | ----------------------------- | ----------------------------- |
| 2018                          | Vòng sơ khảo                  | liên_kết=\|viền Na Uy         | 0 – 2                         | Thua                          | liên_kết=\|viền Kazan, Nga    |
| 2018                          | Vòng sơ khảo                  | liên_kết=\|viền Đan Mạch      | 0 – 2                         | Thua                          | liên_kết=\|viền Kazan, Nga    |
| 2018                          | Vòng sơ khảo                  | liên_kết=\|viền México        | 2 – 1                         | Thắng                         | liên_kết=\|viền Kazan, Nga    |
| 2018                          | Vòng chính                    | liên_kết=\|viền Brasil        | 1 – 2                         | Thua                          | liên_kết=\|viền Kazan, Nga    |
| 2018                          | Vòng chính                    | liên_kết=\|viền Thái Lan      | 2 – 0                         | Thắng                         | liên_kết=\|viền Kazan, Nga    |
| 2018                          | Vòng chính                    | liên_kết=\|viền Nga           | 0 – 2                         | Thua                          | liên_kết=\|viền Kazan, Nga    |
| 2018                          | 9 trận tứ kết vị trí thứ 16   | liên_kết=\|viền Hoa Kỳ        | 2 – 0                         | Thắng                         | liên_kết=\|viền Kazan, Nga    |
| 2018                          | 9 trận bán kết hạng 12        | liên_kết=\|viền Pháp          | 2 – 1                         | Thắng                         | liên_kết=\|viền Kazan, Nga    |
| 2018                          | Trò chơi vị trí thứ chín      | liên_kết=\|viền Uruguay       | 2 – 0                         | Thắng                         | liên_kết=\|viền Kazan, Nga    |

### Đại hội Thể thao Bãi biển châu Á
- 2008 — Hạng 5
- 2010 —  Huy chương Đồng
- 2012 —  Huy chương Đồng
- 2014 —  Huy chương Đồng
- 2016 —  Huy chương Vàng
- 2020 — CXĐ
- 2004 — Không tham dự
- 2013 — Hạng 4
- 2015 —  Huy chương Đồng
- 2017 —  Huy chương Bạc
- 2019 —  Huy chương Bạc

### Giải vô địch Đông Nam Á
- 2017 —  Huy chương Vàng
- 2020 — CXĐ